# 이마니 하킴
이마니 하킴(Imani Hakim, 1993년 8월 12일 ~ )은 미국의 배우이다.

## 출연 작품

### 텔레비전
- 크리스는 괴로워 (2005-09)
- CSI: 과학수사대 (2006)
- 리플레이스먼트 (2008) - 목소리
- ER (2009)
- 우리가족 마법사 (2009)
- 미틱 퀘스트 (2020-현재)
- 어드벤처 타임: 피오나와 케이크 (2023) - 목소리
- 포켓몬 컨시어지 (2023) - 영어 더빙

### 영화
- 레인 오버 미 (2007)
- 썸 카인드 오브 헤이트 (2015)
- 허리케인 샤크네이도 (2016)
- 캠 걸스 (2018)